# Jacques François de Chastenet de Puységur
Jacques Puysegur, francoski maršal, * 13. avgust 1656, † 15. avgust 1743.